# Pectinatella
Genre
Pectinatella est un genre d'Ectoproctes d'eau douce de la classe des Phylactolaemata et de la famille des Pectinatellidae. Il a été décrit par Joseph Leidy en 1852.

## Liste des espèces
Selon World Register of Marine Species (15 avril 2016) :
- Pectinatella magnifica (Leidy, 1851)